# Cleopas Dlamini
Pour les articles homonymes, voir Dlamini.
Cleopas Sipho Dlamini, né le 26 décembre 1952, est un homme politique eswatinien. Il est Premier ministre du 16 juillet 2021 au 28 septembre 2023.

## Biographie
Le 16 juillet 2021, le roi Mswati III, nomme Cleopas Dlamini comme Premier ministre dans une situation politique tendue, émaillée de manifestations anti-monarchiques. Ce dernier prête serment le 19 juillet 2021 comme chef du gouvernement et en tant que membre du Parlement. Le 28 septembre 2023, il est relevé de ses fonctions par le roi.